# クリミア自治共和国
座標: 北緯45度18分 東経34度24分 / 北緯45.30度 東経34.40度

クリミア自治共和国
Автономна Республіка Крим
Автономная Республика Крым
Qırım Muhtar Cumhuriyeti

地域の標語：Процветание в единстве
（ロシア語：統一による繁栄）クリミア共和国国歌

クリミア自治共和国（クリミアじちきょうわこく）は、国際社会の多数派によってウクライナ領と承認されているクリミア半島のうち、ウクライナ政府直轄の特別市であるセヴァストポリ、およびアラバト・スピット（アラバト砂州）北部を除いた地域を管轄する自治共和国である。2014年クリミア危機においてロシアおよび親ロシア派の自警団が全域を掌握して住民投票を実施し、「クリミア共和国」としてロシア連邦に編入したが、ウクライナ政府およびアメリカ合衆国、欧州連合などの各国はロシアへの編入を認めていない。
ウクライナ国内でも特にロシア人及びロシア語を母語とするウクライナ人が人口の半数以上を占める。このためソビエト連邦解体直後の1990年代には独立が図られたもののやがて終息し、自治共和国という体制が続いてきた。しかし、その後もウクライナの中で親ロシア感情の強い地域であり、2014年のクリミア危機で帰属問題が再燃することになった。

## 名称
自治共和国の国名は、ウクライナ語で Автономна Республіка Крим（Avtonomna Respublika Krym）、ロシア語でАвтономная Республика Крым（Avtomnaia Respublika Krym）、クリミア・タタール語でQırım Muhtar Cumhuriyetiといい、いずれも同じ単語をそれぞれの言語で表現しているのみで、まったく同義である。
2011年改正のウクライナ憲法第10条では、ウクライナ語のみが公用語（国家語）として定められているが、クリミア自治共和国では公的な場合を除きウクライナ語が使用される機会は少なく、広く用いられているのは自治共和国の住民の大多数が母語とするロシア語である。また、先住民で、全人口の一割程度を占めるクリミア・タタール人の言葉であるクリミア・タタール語も用いられている。クリミア・タタール語は実効支配下のロシアではキリル表記が使われるが、ウクライナ政府はラテン表記を推進している。

## 歴史

### 前史
クリミア半島にはもともとテュルク系ムスリム（イスラム教徒）の国家クリミア・ハン国があり、多数のムスリムと少数のギリシャ正教徒、アルメニア正教徒、ユダヤ教徒が居住していたが、ロシア帝国はハン国を18世紀末に併合して以来、国策としてスラヴ人（ロシア人とウクライナ人）キリスト教徒のクリミア移住を進めてきた。この政策の結果、クリミアはロシア帝国の末期にはすでにウクライナ周辺の中でも特にロシア人の占める割合が多い地域であった。1921年、ソビエト連邦はクリミア自治ソビエト社会主義共和国を置いたが、すでに人口的に少数派になっていたクリミア・タタール人には十分な自治権は与えられず、第二次世界大戦中にはクリミア・タタール人追放が行われて自治共和国は廃止された。
自治共和国の廃止によりクリミアはロシア・ソビエト連邦社会主義共和国のクリミア州となったが、1954年、ウクライナ・ソビエト社会主義共和国へと移管された。この移管は、行われた時点ではソ連の解体は想定されていなかったため問題とならなかった。1991年のソビエト連邦の崩壊に絡む12月1日のウクライナの住民投票では、54％のクリミア住民がウクライナがソ連から独立することを支持した。

### ウクライナ時代
1992年5月5日、ウクライナ共和国クリミア州議会はウクライナからの独立を決議し、クリミア共和国を宣言した。ウクライナ議会は5月15日に独立無効を決議したが、黒海艦隊の基地として戦略的に重要なクリミアへの関心を持つロシアは独立の動きを支持し、5月21日にクリミアのウクライナ移管を定めた1954年の決定は違法とする議会決議を行った。しかし、ロシアで独立を宣言していたチェチェン共和国に対し、1994年にロシアが武力鎮圧を開始（第一次チェチェン紛争）すると、一方で自国からのチェチェンの独立を禁圧しながらウクライナからのクリミアの独立を支持するのは自己矛盾であるとの国際的批判が高まり、ロシアはクリミア独立運動への支援を取りやめた。
その結果、クリミア内での独立運動も後ろ盾を失って急速に沈静化し、またウクライナ側でもロシアに敵対的な民族主義政党の活動が和らいだため、クリミア議会もウクライナ共和国内の自治共和国であることを認めるようになり、1996年6月28日に初めてウクライナ憲法が成立した際にウクライナ国内でのクリミア自治共和国の地位が定められた（134条 - 139条）。
1998年10月21日、クリミア自治共和国憲法が制定された。
またこの時期には、ロシア人とウクライナ人の対立に加えて、クリミア・タタール人の故郷帰還と権利回復に関する問題が発生した。ペレストロイカとソ連崩壊によってクリミアへの帰還を許されたクリミア・タタール人は徐々にクリミア自治共和国に還流しており、1990年代には全人口の1割から2割に達した。彼らの先祖の土地返還の訴えや、イスラムへの回帰は地元のロシア人らとの間に軋轢を生み出した。

### 2014年クリミア危機
2013年から2014年にかけてウクライナ経済の低迷をきっかけにウクライナ国内で親露派と親欧米派の対立が激化し、2014年2月24日、ヴィクトル・ヤヌコーヴィチ政権が崩壊する。ヤヌコーヴィチ政権が崩壊し、暫定政権が発足するが、クリミア自治共和国では、暫定政権への移行に反対する親ロシア派のデモが拡大し、反ロシア派住民との間に衝突が発生した。2月27日、武装勢力が地方政府庁舎と議会を占拠。翌日には首都シンフェロポリの空港が占拠される。ロシアは否定しているが、この武装勢力はロシア軍である可能性が高いとみられた。ロシア系武装勢力が占拠する中でクリミア議会はウクライナの暫定政権を承認した当時の自治共和国首相を解任し、親露派のセルゲイ・アクショーノフを新首相に任命した。3月1日、ロシアが自国民保護を名目に本格的に軍事介入を開始し、以降ロシアが半島を支配している。

### ロシアへの編入
2014年3月11日に自治共和国議会とセヴァストポリ市議会はクリミア独立宣言を採択した上で、3月16日にはウクライナ内の自治共和国に留まって自治権（離脱権を含む）を拡大するか、ロシアに編入されるかを決める住民投票を実施した。その結果、ロシアへの編入が賛成多数となり、翌17日にはクリミア共和国としてセヴァストポリとともに独立し、主権国家としてロシア連邦と権限分割条約を結び、ロシアの連邦構成主体として編入されることを求める決議を採択した。ロシアのウラジーミル・プーチン大統領は同日中にクリミアの主権を承認する大統領令に署名し、翌3月18日、クリミアのアクショーノフ首相と編入に関する条約に調印した。プーチン大統領、および「クリミア共和国」は条約署名をもってクリミア共和国およびセヴァストポリ市はロシアに編入され、ロシア連邦の構成主体になったとの見解を示しており、一方でクリミアの独立とロシアへの編入を認めないウクライナとの間で論争が続いている状態である。

## 政治
クリミア自治共和国は、「クリミア自治共和国最高会議」と呼ばれる議会（議員数100名）を最高機関とする。1994年に自治共和国大統領が議会議長に代わり設置されたが、1995年に廃止され、再び議会議長が置かれるようになった。
行政は閣僚会議がつかさどっており、最高会議によって任命される首相がこれを代表する。
クリミア自治共和国最高会議による独立決議の直前にウクライナ議会はクリミア議会の解散を決議しており、ウクライナの国内法上は議員および首相が不在の状態である。
2014年以降、ウクライナはクリミア半島の統治権を事実上失ったが、クリミア自治共和国における常駐大統領代理者という役職は継続され、名目上はクリミア半島を統治する人物が指名され続けている。

## 行政区画
首都はシンフェロポリで、主な都市はヤルタ、ケルチ、バフチサライなどがある。
半島最大の都市セヴァストポリは軍港地区をロシアが2042年まで租借しているウクライナ政府直轄の特別市で、自治共和国に含まれない。

## 人口
| 母語話者（クリミア自治共和国） 2001 | 母語話者（クリミア自治共和国） 2001 | 母語話者（クリミア自治共和国） 2001 | 母語話者（クリミア自治共和国） 2001 | 母語話者（クリミア自治共和国） 2001 |
| ----------------------------------- | ----------------------------------- | ----------------------------------- | ----------------------------------- | ----------------------------------- |
|                                     |                                     |                                     |                                     |                                     |
| ロシア語                            | ロシア語                            |                                     | 77.0%                               | 77.0%                               |
| クリミア・タタール語                | クリミア・タタール語                |                                     | 11.4%                               | 11.4%                               |
| ウクライナ語                        | ウクライナ語                        |                                     | 10.1%                               | 10.1%                               |

2001年ウクライナ国勢調査によるデータ。
- 総人口：　0203万3700人[11]
  - 都市部：127万4300人（63%）
  - 農村部：075万9400人（37%）[12]
  - 男性：　093万7600人（46%）
  - 女性：　109万6100人（54%）[13]

| \| 民族構成[14] \| 民族構成[14] \| 民族構成[14] \| 民族構成[14] \| 民族構成[14] \| \| -------------------- \| -------------------- \| ------------ \| -------------------- \| -------------------- \| \| \| \| \| \| \| \| ロシア人 \| ロシア人 \| \| 118万0400人（58.3%） \| 118万0400人（58.3%） \| \| ウクライナ人 \| ウクライナ人 \| \| 49万2200人（24.3%） \| 49万2200人（24.3%） \| \| クリミア・タタール人 \| クリミア・タタール人 \| \| 24万3400人（12.0%） \| 24万3400人（12.0%） \| \| ベラルーシ人 \| ベラルーシ人 \| \| 2万9200人（01.4%） \| 2万9200人（01.4%） \| \| タタール人 \| タタール人 \| \| 1万1000人（00.5%） \| 1万1000人（00.5%） \| \| アルメニア人 \| アルメニア人 \| \| 8700人（00.4%） \| 8700人（00.4%） \| \| ユダヤ人 \| ユダヤ人 \| \| 4500人（00.2%） \| 4500人（00.2%） \| \| ポーランド人 \| ポーランド人 \| \| 3800人（00.2%） \| 3800人（00.2%） \| \| モルドヴァ人 \| モルドヴァ人 \| \| 3700人（00.2%） \| 3700人（00.2%） \| \| アゼルバイジャン人 \| アゼルバイジャン人 \| \| 3700人（00.2%） \| 3700人（00.2%） \| |                      |  |                      |                      |
| 民族構成 |                      |  |                      |                      |
| |                      |  |                      |                      |
| ロシア人 | ロシア人             |  | 118万0400人（58.3%） | 118万0400人（58.3%） |
| ウクライナ人 | ウクライナ人         |  | 49万2200人（24.3%）  | 49万2200人（24.3%）  |
| クリミア・タタール人 | クリミア・タタール人 |  | 24万3400人（12.0%）  | 24万3400人（12.0%）  |
| ベラルーシ人 | ベラルーシ人         |  | 2万9200人（01.4%）   | 2万9200人（01.4%）   |
| タタール人 | タタール人           |  | 1万1000人（00.5%）   | 1万1000人（00.5%）   |
| アルメニア人 | アルメニア人         |  | 8700人（00.4%）      | 8700人（00.4%）      |
| ユダヤ人 | ユダヤ人             |  | 4500人（00.2%）      | 4500人（00.2%）      |
| ポーランド人 | ポーランド人         |  | 3800人（00.2%）      | 3800人（00.2%）      |
| モルドヴァ人 | モルドヴァ人         |  | 3700人（00.2%）      | 3700人（00.2%）      |
| アゼルバイジャン人 | アゼルバイジャン人   |  | 3700人（00.2%）      | 3700人（00.2%）      |